# Olympische Sommerspiele 1976/Teilnehmer (Israel)
| Gelbes Symbol für Goldmedaillen mit stilisierten Olympischen Ringen | Graues Symbol für Silbermedaillen mit stilisierten Olympischen Ringen | Braundes Symbol für Bronzemedaillen mit stilisierten Olympischen Ringen |
| ------------------------------------------------------------------- | --------------------------------------------------------------------- | ----------------------------------------------------------------------- |
| —                                                                   | —                                                                     | —                                                                       |

Israel nahm an den Olympischen Sommerspielen 1976 in Montreal mit einer Delegation von 26 Athleten (24 Männer und 2 Frauen) an 19 Wettkämpfen in zehn Sportarten teil. Ein Medaillengewinn gelang keinem der Athleten. Fahnenträgerin bei der Eröffnungsfeier war Esther Roth-Shachamorov.

## Teilnehmer nach Sportarten

### Fechten
Männer
- Nili Drori
Florett: 34. Platz

### Fußball
- im Viertelfinale ausgeschieden
Chaim Bar
Alon Ben-Dor
Avi Cohen
Joshoua Gal
Gideon Damti
Abraham Lev
Eli Leventhal
Oded Machnes
Meir Nimni
Yaron Oz
Yitzhak Peretz
Moshe Shani
Itzhak Shum
Rifaat Turk
Yitzchak Vissoker

### Gewichtheben
- Eduward Weitz
Federgewicht: 5. Platz

### Judo
- Yona Melnik
Halbmittelgewicht: in der 1. Runde ausgeschieden

### Leichtathletik
Frauen
- Esther Roth-Shachamorov
100 m Hürden: 6. Platz

### Ringen
- Rami Miron
Leichtgewicht, Freistil: 7. Platz

### Schießen
- Micha Kaufman
Kleinkalibergewehr Dreistellungskampf 50 m: 51. Platz
Kleinkalibergewehr liegend 50 m: 12. Platz

### Schwimmen
- Adi Prag
100 m Schmetterling: im Vorlauf ausgeschieden
200 m Schmetterling: im Vorlauf ausgeschieden

- Dov Nisman
400 m Lagen: im Vorlauf ausgeschieden

### Segeln
- Yehuda Mayan
Flying Dutchman: 17. Platz

- Yoel Sela
Flying Dutchman: 17. Platz

### Turnen
Männer
- Dov Lupi
Einzelmehrkampf: 68. Platz
Boden: 73. Platz
Pferdsprung: 81. Platz
Barren: 38. Platz
Reck: 68. Platz
Ringe: 70. Platz
Seitpferd: 61. Platz